# Piot Pneu
‌
Piot Pneu anciennement Piot Pneus était un distributeur français de pneumatiques né à Grenoble en 1924. L'entreprise était implantée partout en France.
En 1990 la société est rachetée par Michelin qui donnera naissance au réseau Euromaster en 1994.

## Historique
Charles Piot ouvre un magasin de vulcanisation avec deux associés en 1924 situe rue Gabriel Péri à Grenoble, seul à sa tête un an plus tard il la rebaptise Piot Pneus.
Il ouvre rapidement des agences dans toute la France, tout d'abord dans la partie Sud-Est puis entre Perpignan et Nice et enfin dans le centre de la France et autour de Paris.
À la fin des années 1970, Piot Pneus compte alors jusqu’à 700 personnes et une centaine d'agences dans l'hexagone.
En 1990 la société est rachetée par Michelin.

### Rachat de la Centrale du Pneu
Piot Pneus rachète la Centrale du Pneu avec des aides de financement de Michelin ce qui lui permet de prendre seul la tête dans la distribution de pneus sur la région parisienne.
Grâce à ce rachat Piot Pneus devient alors le premier distributeur de pneus en France.
Charles Aimé Piot, un de ses deux fils, prend par la suite la direction de l'entreprise et pour des raisons d’économies sur les façades des agences il supprime le s de pneus dans le nom de l'entreprise qui se nomme alors Piot Pneu.

### Rachat par Michelin
En 1990, Michelin rachète Piot Pneu ainsi que deux autres négociants de pneus français Central Pneu et Vallée Pneu pour créer en 1994 le réseau Euromaster où Piot Pneu représente alors environ 80 % de ce nouveau réseau de distribution.
Charles Aimé Piot reste cependant au directoire d'Euromaster jusqu’à sa mort en 2007.